# Fleckney
Fleckney är en civil parish i Storbritannien.   Den ligger i grevskapet Leicestershire och riksdelen England, i den södra delen av landet, 130 km nordväst om huvudstaden London. Antalet invånare är 4 894. Arean är 5,1 kvadratkilometer. Fleckney gränsar till Wistow.
Terrängen i Fleckney är platt.